# Ahmet Bahçıvan
Ahmet Bahçıvan (sinh 27 tháng 2 năm 1996) là một cầu thủ bóng đá Thổ Nhĩ Kỳ chơi ở vị trí tiền vệ cho Karacabey Belediyespor theo dạng cho mượn từ Adanaspor.